# Aldol
Aldol (aldehidni alkohol) je beta-hidroksi keton ili aldehid. On je produkt aldolne adicije (što je u kontrastu sa aldolnom kondenzacijom, koja proizvodi α,β-nezasićenu karbonilnu grupu).
Tipično se „aldol“ odnosi na 3-hidroksibutanal. Međutim, on se takoše može odnositi na sva jedinjenja sa sličnom strukturom osnove.